# Arroyo Colorado, Papantla
Arroyo Colorado är en ort i Mexiko.   Den ligger i kommunen Papantla och delstaten Veracruz, i den sydöstra delen av landet, 220 km nordost om huvudstaden Mexico City. Arroyo Colorado ligger 87 meter över havet och antalet invånare är 284.
Terrängen runt Arroyo Colorado är lite kuperad. Runt Arroyo Colorado är det ganska tätbefolkat, med 179 invånare per kvadratkilometer. Närmaste större samhälle är Poza Rica de Hidalgo, 16,8 km väster om Arroyo Colorado. Trakten runt Arroyo Colorado består till största delen av jordbruksmark.